# Blind Boy Fuller
Blind Boy Fuller, egentligen Fulton Allen, född 10 juli 1907 i Wadesboro, North Carolina, död 13 februari 1941 i Durham, North Carolina, var en amerikansk bluesgitarrist och sångare. Han var en av de mest framstående artisterna inom Piedmontbluesen.
Fuller lärde sig spela gitarr som barn. I tonåren började han förlora synen och 1928 var han helt blind. För att kunna försörja sig började han uppträda som musiker. Han upptäcktes 1935 av talangscouten J. B. Long och gjorde under de närmsta åren ett stort antal inspelningar, bland annat för ARC och Decca. Till hans mest kända sånger hör "Rag Mama Rag", "Trucking My Blues Away", "Step It Up and Go", "Lost Lover Blues" och "Mamie". Sången "Get Your Yas Yas Out" är kanske mest känd för att ha gett namn åt ett Rolling Stones-album. 
Fuller avled 1941, endast 33 år gammal. Han valdes 2004 in i Blues Hall of Fame.